# Hermann Abert
Hermann Abert (Stoccarda, 25 marzo 1871 – Stoccarda, 13 agosto 1927) è stato un musicologo e critico musicale tedesco.

## Biografia
Hermann Abert nacque a Stoccarda, figlio di Johann Joseph Abert, il Kapellmeister della città.
Dal 1890 al 1896 studiò filologia classica alle Università di Tubinga, Berlino e Lipsia. A Tubinga entrò a far parte della Akademische Gesellschaft Stuttgardia, un'associazione studentesca che sosteneva nella Germania meridionale la visione politica del liberalismo. I suoi studi di filologia ebbero termine nel 1896 all'Università di Halle, dove scrisse un lavoro sulla musica greca antica. Per i successivi tre anni studiò teoria musicale all'Università di Berlino. Nel 1902 si laureò  presentando la sua tesi sulla musica medievale all'Università di Halle.
Abert rimase ad Halle come professore associato nel 1910, ottenendo la cattedra nel 1918. L'anno successivo si trasferì all'Università di Heidelberg. Dopo appena un anno Abert prese il posto a Lipsia e nel 1920 divenne successore del musicologo Hugo Riemann. Nel 1923 fu chiamato dall'Università di Berlino, dove fu considerato il più adatto successore di Hermann Kretzschmar, anch'egli musicologo. Qui lavorò con Friedrich Blume, Rudolf Gerber, Hans Hoffmann e Theodor Schwartzkopff, alla stesura del Dizionario illustrato della Musica che contiene somiglianze con il Neues Musiklexikon und Hugo-Riemann-Musiklexikon di Alfred Einstein.
Nel 1925 fu ammesso all'Accademia Prussiana delle Scienze, primo musicologo ad essere ammesso.
Il 13 agosto 1927 Hermann Abert morì a Stoccarda, all'età di 56 anni.
È ricordato per i suoi scritti su Beethoven, Schumann e Meyerbeer, ma soprattutto per la monumentale biografia e critica musicale su Mozart, testo capitale della musicologia del Novecento.

## Opere
- 1902 – Die ästhetischen Grundsätze der mittelalterlichen Melodienbildung (Le basi estetiche della musica medievale) Univ. Habil., Halle/Saale.
- 1905 – Die Musikanschauung des Mittelalters und ihre Grundlagen
- 1908 – Niccolò Jommelli als Opernkomponist
- 1926 – Grundprobleme der Operngeschichte
- Gesammelte Schriften und Vorträge. (Lezioni e scritti vari) Schneider, Tutzing 1968. (Reprint of Halle ed., 1929.)
- Johann Josef Abert: sein Leben und seine Werke. (J. J. Abert: vita e opere) Pfaehler, Bad Neustadt 1983. (Reprint of Leipzig ed., 1916.) ISBN 3-922923-26-7
- Die Lehre vom Ethos in der griechischen Musik. (Dissertazione, L'insegnamento dell'Etica nella musica dell'antica Grecia) Breitkopf & Härtel, Leipzig, 1899.
- 1919-1924 – W. A. Mozart, Breitkopf & Härtel, Leipzig, (Vol. 1, 1756–1782; Vol. 2, 1783 – 1791) online, archive.org
- Illustriertes Musik-Lexikon. J. Engelhorns Nachfahren, Stuttgart, 1927.